# Urorcites cribripennis
Urorcites cribripennis là một loài bọ cánh cứng trong họ Cerambycidae.